# Jacob Gabriel Wolff

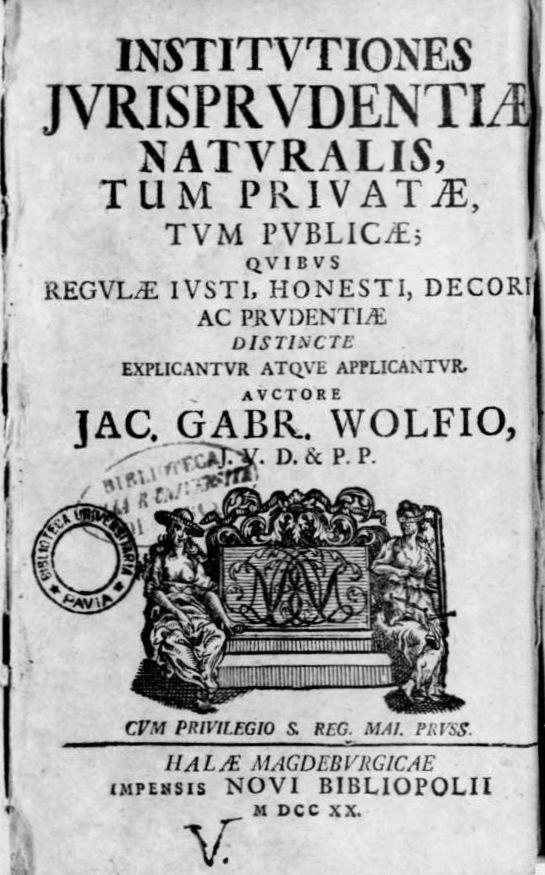
Institutiones iurisprudentiae naturalis, 1720

Jacob Gabriel Wolff (Greifswald, 1684 circa – Halle (Saale), 6 agosto 1754) è stato un giurista tedesco.

## Biografia
Nato nel 1683 o 1684, Jacob Gabriel Wolff era il figlio del pedagogo Jakob Wolf (1654–1723) e di Sophia Lindemann, figlia del sindaco di Wittstocker. Studiò dal 1702 al 1705 presso l' Università di Greifswald, frequentando in particolare le lezioni di Peter von Mascov (1634-1719). Successivamente si trasferì all'Università di Halle, dove seguì le lezioni di Samuel Stryck, Christian Thomasius e Justus Henning Böhmer. Conseguì il dottorato in giurisprudenza nel 1710 a Halle con la dissertazione De officio principis circa scandala con Johann Samuel Stryk e il 10 febbraio 1716 fu nominato professore associato presso la Facoltà di giurisprudenza. 
Il 16 maggio 1713 Wolff sposò Sophie Benigne (n. 16 dicembre 1685), figlia di Johann Jacob Schmidt, erede di Auerstedt e consigliere privato del principato sassone. Da questo matrimonio nacquero due figlie e tre figli. Fatta eccezione per il futuro avvocato Jakob Friedrich (n. 27 agosto 1714 ad Halle) tutti i bambini morirono prematuramente. 
Il 26 aprile 1724 diventò professore ordinario, titolo che permetteva di coprire anche la carica di consigliere della corte reale prussiana. Dal 1732 fu membro della presidenza presso la facoltà di giurisprudenza di Halle.
Presso l'Università di Halle ebbe inoltre incarichi organizzativi e fu prorettore nel 1736 e nel 1751/52. 
Morì all'età di 71 anni e fu sepolto nello Stadtgottesacker di Halle l'8 agosto 1754. La sua tomba è nella quinta arcata della cripta.
Wolff è noto anche come autore di 28 inni sacri, sette dei quali sono stati inseriti nei libri di inni della chiesa protestante, fra le altre  "Es ist gewiss ein köstlich Ding, sich in Geduld stets fassen" (È certamente una cosa deliziosa essere sempre pazienti) "O wie selig ist die Seel" (Oh quanto è benedetta l'anima) e "Jetzt ist die angenehmere Zeit, jetzt steht der Himmel offen" (Questo è il momento più piacevole, ora il cielo è aperto).

## Opere
- Diss. Inaug. De officio principis circa scandala, Praesid. Jo. Sam. Stryk, Halle 1710.
- Institutiones Jurisprudentiae Ecclisticae, Halle e Lipsia 1713.
- Diss. De Feudis imperii, eorumque origine atque indole sub primis Francorum Regibus, Halle 1724.
- (LA) Institutiones Jurisprudentiae neturalis tum privatae, tum publicae, quibus regulae justi, honesti, decori ac prudentiae distincte explicantur atque applicantur, Halle, Neue Buchhandlung, 1720.
- Kurtzer Entwurf der vornehmsten Grundsätze der Jurisprudentiae Eccles. et Jurisprudentiae naturalis. Nebst einer Rettung der letzteren wieder Walchs philosoph. Lexicon, Halle 1730.
- Rechtliches Gutachten von der Ehe mit der verstorbenen Frauen Schwester, Halle 1736.
- Elementa Juris feudorum tum provincialium, tum imperialium reipublicae Romano Germanicae, Halle 1741.
- Ex Jure Germanico nec non Longobarico, legibusque imperii ae moribus eruta ac demonstrata, atque in usum potisfimum Academicum, justo ubique ordine concinnata, Lipsia 1741.
- Kurtzer Entwurf der Grundlehren und Ordnung seiner Institutionum Jurisprudentiae naturalis rum privatae tum publiicae, Halle 1745.
- Bevis historiae juris publicici delineatio, in usum praelectionum ad jus publicum instituendarum adornata, Halle 1749.
- Wohlgemeinte Anrede an die sämtlichen Studiosi juris zu Halle, welche dessen künftige Bemühungen von einem Jahr zum anderen, theils mit öffentlichen und Privat-Vortrage, theils mit Bücherschreiben bescheidentlich anzeiget, Halle 1749.